# 圣额我略 (米开朗基罗)
圣额我略（San Gregorio）是意大利文艺复兴艺术大师米开朗基罗的一尊雕塑，高136cm，创作于1501-1504年，位于锡耶纳锡耶纳主教座堂的皮科罗米尼祭坛。